# George Starkey
George Starkey o George Stirk (1628–1665), fue un alquimista y médico estadounidense, autor de numerosos comentarios y tratados químicos de amplia difusión en Europa, que influyeron en destacados hombres de ciencia como Robert Boyle e Isaac Newton. Emigró a Inglaterra donde murió en la Gran Plaga de Londres en 1665,

## Vida
Starkey nació en las islas Bermudas, fue el primero de cinco hermanos, hijos de George Stirk, un ministro calvinista escocés, y de Elizabeth Painter. Durante sus primeros años se interesó en la historia natural, escribiendo artículos entomológicos sobre los sobre los insectos de las Bermudas. Tras la muerte de su padre en 1637 fue enviado a Nueva Inglaterra, donde continuó su educación, matriculándose en el Harvard College, en 1643. Allí tuvo sus primeros contactos con la alquimia y con la medicina. Tras graduarse en Harvard residió en la zona de Boston donde practicó la medicina y experimentó con tecnología química, titulándose a sí mismos como "Filósofo por el fuego". Se casó con Susanna Stoughton, de la que se cree fue hermana de William Stoughton e hija mayor del Coronel Israel Stoughton, futuro gobernador de Massachusetts
En noviembre de 1650 y por causas desconocidas emigró con su esposa a Londres, Inglaterra. Quizás iba buscando un mejor entorno tecnológico que le permitiese construir los instrumentos y material de laboratorio que necesitaba para sus experimentos. En esas fechas cambió su nombre de Stirk a Starkey por razones no conocidas.
Una vez en Inglaterra fue ganando una reputación como alquimista y experto en la construcción de hornos entre sus colegas y amigos, formando parte del llamado Círculo de Samuel Hartlib. Desarrolló un fluido intercambio de experiencias que nos ha quedado en una rica correspondencia. El círculo de Hartlib agrupaba un conjunto de reformadores, utópicos y filósofos naturales.
A causa de sus trabajos fue adquiriendo deudas que le llevaron a prisión por deudas en  dos ocasiones, a finales de 1653 y a mitad del 1654, siempre por periodos cortos de cárcel. Tras estos episodios volvió a la práctica de la medicina y la alquimia.

## Su práctica médica
Desde sus estudios en Harvard se interesó por la medicina iatroquímica, siendo un firme seguidor del médico flamenco Jan Baptist van Helmont. En 1665, la plaga de Londres le permitió poner a prueba sus medicamentos basados en la medicina de Van Helmont, fracasando en el intento y encontrando la muerte el mismo.

## Atribución de pseudónimo
Aun cuando utilizó en algunas de sus obras el pseudónimo de Rhomeus, en la actualidad algunos estudiosos le atribuyen también el pseudónimo de  Eirenaeus Philalethes y por tanto sería el autor de todas las obras atribuidas a este afamado y desconocido alquimista, cuya obra "Entrada abierta al palacio cerrado del rey" es un clásico de los textos alquímicos del siglo XVII.

## Obra escrita
Su producción escrita la hizo sobre todo en los años de su pertenencia al Círculo de Hartlib. 
1. The Reformed Commonwealth of Bees (1655).
2. Pyrotechny asserted and illustrated (London, 1658).
3. The admirable efficacy of oyl which is made of Sulphur-Vive (1660).
4. The of kinship asserted (1660).
5. Britains Triumph FOR HER Imparallel’d Deliverance (1660).
6. Royal and other innoent blood crying aloud to heaven for due vengeance (1660).
7. An appendix to the Unlearned Alchimist Wherein is contained the true Receipt of that Excellent Diaphoretick and Diuretick PILL (1663).
8. George Starkey’s Pill vindicated From the unlearned Alchymist and all other pretenders, (sin fecha).
9. A brief Examination and Censure OF Several Medicines (1664).
10. A smart Scourge for a silly, sawcy Fool, an answer to letter at the end of a pamphlet of Lionell Lockyer (1664).
11. An Epistolar discourse to the Learned and Deservingauthor of Galeno-pale (1665).
12. Loimologia A Consolatory Advice And some brief observations Concerning the Present Pest, 1665.
13. Liquor Alchahest, or a discourse of that Immortal Dissolvent of Paracelsus & Helmont, 1675.